# Jaunpiebalga (novads)
Jaunpiebalga (łot.: Jaunpiebalgas novads) – jeden z łotewskich novadsów, funkcjonujący w latach 2009–2021.

## Historia
Novads powstało na terenach należących przed 2009 do rejonu Kieś.
W skład novadsu wchodziły dwa pagastsy: Jaunpiebalga i Zosēni. Jego stolicą została wieś Jaunpiebalga.
Zlikwidowany w ramach reformy administracyjnej 30 czerwca 2021. Wszedł w całości w skład nowego novadsu Kieś.